# Pantages Theatre (Hollywood)
O Hollywood Pantages Theatre, anteriormente conhecido como RKO Pantages Theatre, é um teatro localizado no distrito de Hollywood, em Los Angeles, Califórnia, Estados Unidos. Projetado pelo arquiteto escocês B. Marcus Priteca, foi o último teatro construído pelo empresário Alexander Pantages. Em 1949, Howard Hughes adquiriu o Hollywood Pantages. De 1949 a 1959, o teatro sediou as cerimônias anuais do Oscar, que presenteia anualmente os profissionais da indústria cinematográfica.

## Concertos
O teatro já sediou ocasionalmente concertos musicais, de artistas como Dream Theater, Prince, Foo Fighters e Mark Knopfler. Em 1997, a cantora e compositora colombiana Shakira fez seu primeiro concerto nos Estados Unidos no Hollywood Pantages. Assim como grupo pop mexicano RBD em 2006, como parte de sua Tour Generación, que também gravou o álbum ao vivo Live in Hollywood no local.